# Lasse Berghagen
Lars Nils "Lasse" Berghagen (Enskede, Stockholm, 1945. május 13. – 2023. október 19.) svéd énekes, dalszerző, író, zeneszerző és színész. Első lemezét 1965-ben adta ki. 1975-ben Svédországot képviselte az Eurovíziós Dalfesztiválon, ahol 8. helyezést ért el Jennie, Jennie című dalával. Felesége három évig Lill-Babs (Barbro Svensson) énekesnő volt, lányuk Malin Berghagen színésznő.

## Diszkográfia
- 1969 – Lars Berghagen
- 1972 – Min värld i toner
- 1973 – Ding Dong
- 1975 – Jennie, Jennie
- 1975 – Hålligång på krogen
- 1976 – Jag ville bli någon
- 1977 – Tacka vet jag logdans
- 1978 – Det är jul
- 1980 – Tillsammans igen
- 1983 – Dagboksblad
- 1988 – Nära naturen
- 1991 – På begäran
- 1995 – Sträck ut din hand
- 1997 – Inte bara drömmar
- 1999 – Till sommaren och dig
- 2001 – Som en blänkande silvertråd
- 2001 – Det bästa med Lasse Berghagen
- 2002 – Stockholm, mina drömmars stad
- 2003 – Lasses favoriter from "Allsång på Skansen"
- 2004 – Lars Berghagen 20 klassiker
- 2004 – Jul i vårt hus
- 2009 – Lasse Berghagen och Sveriges Radios Symfoniorkester
- 2011 – Bara lite längtan

## Filmjei
- 1972: Firmafesten
- 1978: Dante akta're för Hajen
- 1995: Bert – den siste oskulden

## Fordítás
- Ez a szócikk részben vagy egészben  a   Lasse Berghagen című holland Wikipédia-szócikk fordításán alapul.  Az eredeti cikk szerkesztőit annak laptörténete sorolja fel. Ez a jelzés csupán a megfogalmazás eredetét és a szerzői jogokat jelzi, nem szolgál a cikkben szereplő információk forrásmegjelöléseként.